# Volvarina vinosa
Volvarina vinosa là một loài ốc biển, là động vật thân mềm chân bụng sống ở biển trong họ Marginellidae.

## Phân bố
Loài sinh vật biển này phân bố ở Đại Tây Dương, ở ngoài khơi Đông Bắc Brasil.